# Hemipenis

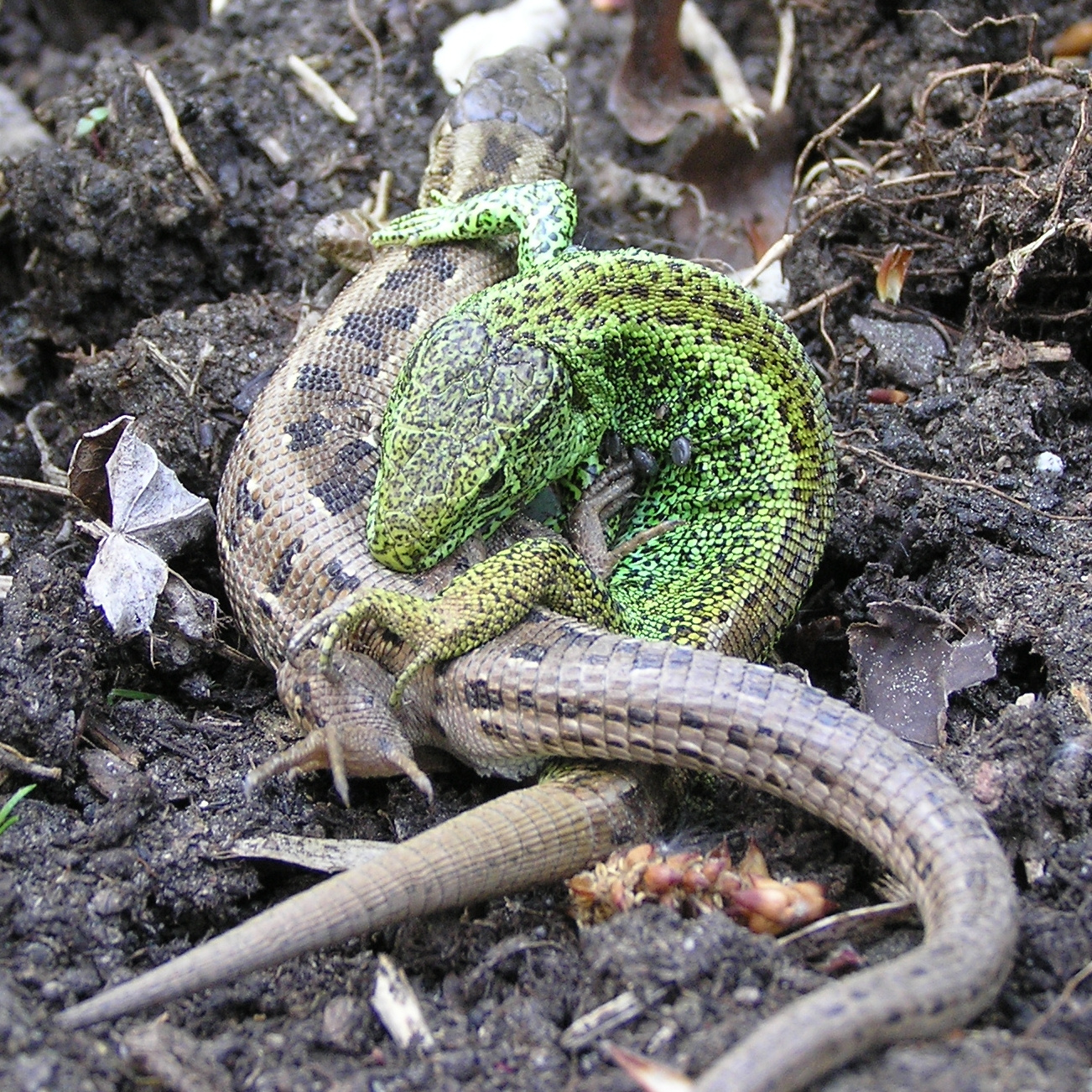
De paring van de zandhagedis (Lacerta agilis) laat de noodzaak van een 'dubbele' penis zien.

De hemipenis (meervoud: hemipenes) is de penis of het gepaard copulatieorgaan van een mannelijke hagedis of slang. De meeste reptielen hebben namelijk een lange staart, wat de paring bemoeilijkt. Daarom is hun penis in tweeën verdeeld, hemi betekent half. Hierdoor kunnen ze zowel links als rechts contact maken met het vrouwtje. De hemipenes liggen geïnverteerd in de basis van de staart. Tijdens de paring komen ze uit de cloaca en vormen ze een gleuf om het sperma tot in de cloaca van het vrouwelijk dier te begeleiden. In tegenstelling tot de penis van de meeste zoogdieren spelen de hemipenes geen rol bij de urinelozing.
Verschillende onderliggende oorzaken kunnen er voor zorgen dat de hemipenes naar buiten komen te hangen. Soms herstelt dit vanzelf, maar bij in gevangenschap gehouden dieren is het beter deze vochtig te houden en een dierenarts te raadplegen om de hemipenis te reponeren (op zijn plaats te brengen). De penis kan namelijk ontstoken raken en dit kan leiden tot complicaties. Zo leed de leguaan Mozart uit het Antwerpse Aquatopia onder een permanente erectie in een van zijn penissen. Deze werd geamputeerd.

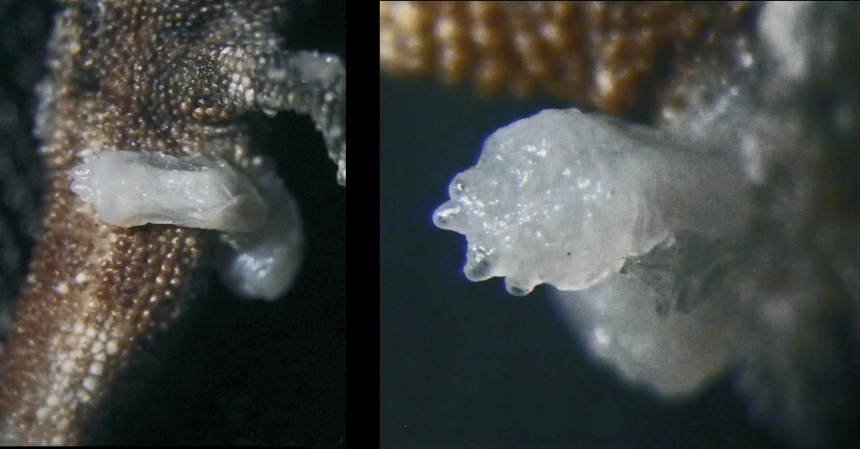
Hemipenis van de kameleon Brookesia micra.